# Najwyższy Czas!
Najwyższy Czas!, zapisywane graficznie również jako Najwyższy CZAS! – polityczno-społeczny dwutygodnik (do 2017 tygodnik) konserwatywno-liberalny związany z Unią Polityki Realnej, a następnie Kongresem Nowej Prawicy i Koalicją Odnowy Rzeczypospolitej Wolność i Nadzieja, która zmieniła nazwę na Nowa Nadzieja. Wydawany od 31 marca 1990 r. przez Oficynę Konserwatystów i Liberałów z siedzibą w Józefowie pod Warszawą, której właścicielem był Janusz Korwin-Mikke. Obok wersji papierowej funkcjonuje także jako portal internetowy nczas.com, który powstał 7 grudnia 1998 r. Portal internetowy od lutego 2023 r. do listopada 2024 r. był zablokowany na serwerach polskich operatorów. Według ówczesnego współwłaściciela i redaktora naczelnego portalu Tomasza Sommera został wtedy zablokowany przez Agencję Bezpieczeństwa Wewnętrznego (ABW) na podstawie obowiązującego wówczas art. 180 ustawy z dnia 16 lipca 2004 r. Prawo telekomunikacyjne.
Na początku tygodnik był jednokolorową gazetą formatu A3, później stał się wydaniem „magazynowym” A4. Czasopismo wychodzi przeważnie co tydzień, z wyjątkiem świąt i okresu wakacyjnego, kiedy to ukazuje się co dwa tygodnie.
Od numeru 38 (853) z 23 września 2006 nastąpiły zmiany w wyglądzie i składzie „NCz!”. Liczba stron wzrosła z 48 do 56, cztery pierwsze i ostatnie strony drukowane są na bielszym papierze. Pojawiły się nowe rubryki: kąciki warcabowy, heraldyczny oraz informujący o bieżących zdarzeniach z rodzin monarszych. Ponadto pojawiać się zaczęły dwie recenzje filmów, natomiast rubryka „Postępy” została znacznie poszerzona (obok Postępu w kraju, Europie, Świecie i „Postępów Postępu” pojawiły się Postęp w Azji, Afryce i Pacyfiku, a „Postęp w Amerykach” podzielony został na „Postęp w Ameryce Północnej” i „Postęp w Ameryce Łacińskiej”). 
Od numeru 37 (904) z września 2007 roku tytuł jest własnością spółki 3S Media, której jednym z właścicieli jest redaktor naczelny Tomasz Sommer. Efektem zmiany właściciela była zmiana szaty graficznej i rozkładu artykułów. Dominuje barwa niebieska. Tekst poza kilkoma wyjątkami (m.in. felietony Janusza Korwin-Mikkego, Stanisława Michalkiewicza, Marka Arpada Kowalskiego oraz Barbary Buonafiori) jest składany w trzy łamy.

## Specyfika
Redakcja i publicyści Najwyższego Czasu stosują rzadko spotykane w innych mediach prasowych zabiegi redaktorskie:
- numerowanie stron liczbami w systemie rzymskim
- częste podawanie tradycyjnych tytułów przy nazwiskach np.
  - WCz (Wielce Czcigodny) – posłowie
  - WDost (Wielce Dostojny) – senatorowie
  - NCzc (Najczcigodniejszy) – marszałkowie Sejmu
  - tytuły szlacheckie (np. hrabia, Sir)
  - JE (Jego Ekscelencja) – biskupi oraz wysocy urzędnicy państwowi: ministrowie (polscy), prezydenci (wszyscy)
  - JEm (Jego Eminencja) – kardynałowie
  - Jego Królewska/Książęca/Cesarska Mość, Jego Wysokość – władcy i członkowie rodów monarszych
  - JŚw (Jego Świątobliwość) – papież, patriarchowie prawosławni
- stawianie przed nazwiskami (przed którymi nie zostały podane powyższe tytuły) skrótu „p.” (od Pan/Pani).
- stawianie przed nazwiskami zmarłych osób skrótu śp. (od świętej pamięci)
- częste używanie ortografii sprzed reformy ortografii z 1936 roku[potrzebny przypis].
- tłumaczenie lub spolszczanie obcych imion (np. George W. Bush – Jerzy W. Bush), łącznie z oddawaniem zdrobnień (np. Tony Blair – Antek Blair).

Deputowanych Parlamentu Europejskiego określa się skrótem „CEP” („Czcigodny Euro-Poseł” lub Członek Euro-Parlamentu; por. ang. „MEP”).

### Liberalizm
Charakterystyczną cechą NCz! jest także promowanie liberalizmu gospodarczego, wiążące się z konsekwentną krytyką obecnej formy państwa (rozumianego jako system biurokratyczno-prawny) nazywanego na łamach gazety pasożytem, mafią, okupantem, a także rzadko spotykanymi w innych mediach zestawieniami, sugerującymi iż model socjaldemokratyczny państwa jest formą socjalizmu podobną do faszyzmu i komunizmu (znane słowa Janusza Korwin-Mikkego o góralu, który nawet za czasów Stalina czy Hitlera mógł wytwarzać oscypki tak jak chciał, teraz stoi nad nim urzędnik unijny).
- określenia działań niektórych organizacji ekologicznych ekooszołomstwem czy też ekosocjalizmem[potrzebny przypis]
- nazywanie podatków (jeśli służą redystrybucji) „złodziejstwem”, „wyzyskiem” czy „grabieżą”, a nakładających je władz okupantem (Polski, Niemiec itd.)[potrzebny przypis]
- krytyka modelu państwa socjaldemokratycznego, objawiająca się np. przez nazywanie Unii Europejskiej „Eurosojuzem”, „Eurokołchozem” albo Związkiem Socjalistycznych Republik Europejskich, czy III RP państwem stworzonym przez „lewicę laicką” (tu wymieniani są najczęściej politycy i ludzie związani z późniejszą Unią Wolności oraz środowiska Gazety Wyborczej nazywanej „michnikowszczyzną”) i komunistów, którzy już przynajmniej od początku lat 70. wiedzieli, że socjalizm jest gorszy, a kontrolowany przez nich kapitalizm może przynieść znaczne korzyści w stosunku do socjalizmu realnego
- nawiązania do retoryki socjalistycznej (np. nazywanie Protokołu z Kioto aktem „terroru centralnego planowania”, promowanie postawy „antyrewolucyjnej”)
- krytyka mylnie zdaniem autorów NCz! nazywanych prawicowymi partii politycznych takich jak LPR czy PiS określanych „pobożnymi socjalistami” jako promujące etatyzm i interwencjonizm państwowy, wiążąca się ze sprzeciwem z powszechnym w Polsce traktowaniem konserwatyzmu kulturowego za jedyny wyznacznik prawicowości (zdaniem publicystów owym podstawowym wyznacznikiem jest uznawanie zasady „Volenti non fit iniuria” („Chcącemu nie dzieje się krzywda”) – z czego wynika m.in. antysocjalizm oraz umiłowanie wolności gospodarczej).

## Stałe rubryki

### Różowa Księga/Czarna Księga
Redaktorem rubryki jest osoba o pseudonimie Inkwizytor (zwany też „Wielkim Inkwizytorem”), który komentuje i ocenia listy czytelników dotyczące opisów rzeczy czy sytuacji postrzeganych przez nich jako promowania socjalizmu oraz innych postaw uznawanych przez NCz! za lewicowe. Otwarte głoszenie lewicowych poglądów nie jest szczególnie piętnowane przez autorów rubryki: przyjmowane są głównie zgłoszenia dotyczące literatury pięknej, filmów, podręczników, gier komputerowych itp., nie niosących pozornie żadnych treści politycznych. Czytelnicy za składanie „donosów” otrzymują nagrody książkowe. Od 2009 roku Różową Księgę zastąpiła Czarna Księga, w której krytykowane są poglądy znanych osób uznane za socjalistyczne.

### Postępy
Podzielona na trzy części (Postęp w kraju, Postęp w świecie i Postępy postępu) stała rubryka w sposób sarkastyczny opisująca bieżące wydarzenia. Słowo postęp w tytule rubryki ma wydźwięk ironiczny i kojarzony z wydarzeniami uznawanymi przez autorów za przejawy tego typu postępu, który w środowiskach konserwatywnych jest odbierany w sposób jednoznacznie negatywny.

### Kto czyta, nie błądzi
Przegląd prasy prowadzony przez redaktora kryjącego się za pseudonimem Q, zawiera fragmenty artykułów z głównie polskiej prasy, opatrzone zazwyczaj szyderczym komentarzem.

### Inne
- W pajęczynie – strony internetowe
- Brydż (Janusz Mikke) – omówienia strategii oraz nowinki ze świata brydża.
- Czarny koń – Iweta Rajlich, kącik szachowy
- Naiwny cynik – felieton (Marek Arpad Kowalski)
- Z notatnika unijnego agitatora (Bogdan Dobosz) – bieżące sprawy związane z Unią Europejską
- Faksem z Tel Awiwu (Kataw Zar) – felietony pisane z, jak autor określa Izrael, „Kurnika tropikalnych Żydów”
- Wywiad (Rafał Pazio)
- Film (Mirosław Winiarczyk)
- Pro Fide, Rege et Lege – rubryka monarchistyczna (Adam Wielomski)
- Rosja – (Wojciech Grzelak)
- Kącik kreacjonistyczny
- Satyryczny rysunek Wasiukiewicza
- Największe Głupstwo Tygodnia – autor rubryki podpisujący się inicjałami a.f. przyznaje nagrodę Kwaśnego Ogórka za głupotę w środkach masowego przekazu.
- Vademecum ojca (Janusz Korwin-Mikke)
- cotygodniowy felieton Stanisława Michalkiewicza i Janusza Korwin-Mikkego
- V Kolumna (Marek Jan Chodakiewicz)
- USA – Paweł Łepkowski

### Dawniej
- Heraldyka
- Kącik weksylologiczny
- Wiersz Andrzeja Waligórskiego – na tylnej okładce czasopisma
- Książka tygodnia (Marek Arpad Kowalski)
- Kącik prawdziwej kobiety (Barbara Buonafiori)

## Ludzie

### Obecnie

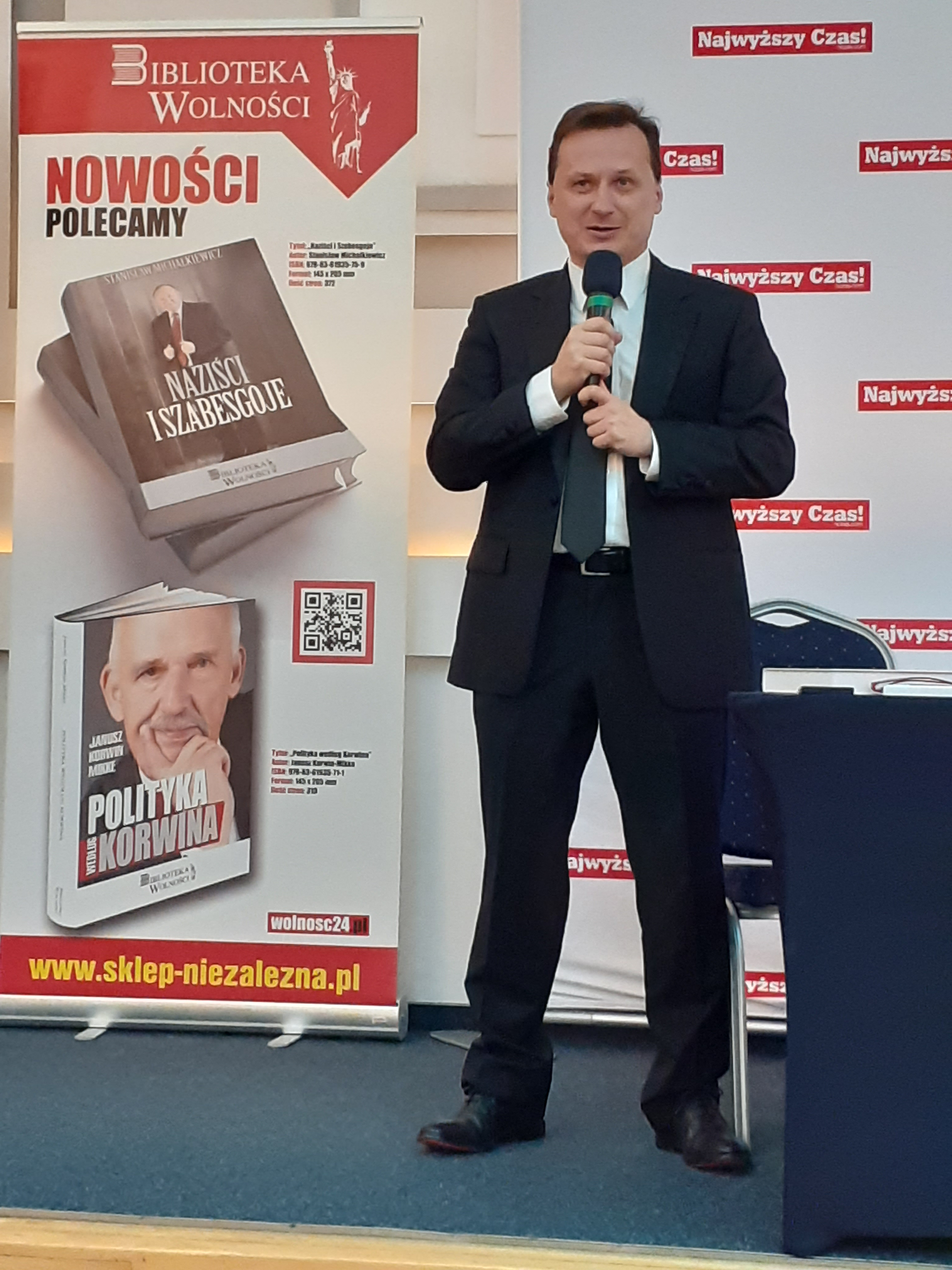
Redaktor naczelny Tomasz Sommer w trakcie XI Konferencji Prawicy Wolnościowej w Warszawie, 2022.

- Wojciech Grzelak (korespondent z Bijska na Syberii)
- Robert Lijka (Naczelny składacz „Najwyższego Czasu!”)
- Marek A. Koprowski (publicysta zajmujący się sprawami Europy Wschodniej)
- Janusz Korwin-Mikke (założyciel, były wydawca i redaktor naczelny, felietonista)
- Robert Lijka (redaktor techniczny)
- Marian Miszalski (publicysta)
- Krzysztof M. Mazur (publicysta)
- Robert Wit Wyrostkiewicz (publicysta)
- Maciej Jaworek (korektor)
- Dariusz Kos (publicysta)
- Bogdan Dobosz (korespondent z Francji)
- Olgierd Domino (publicysta)
- Stanisław Michalkiewicz (publicysta, felietonista)
- Radosław Watras (skład okładek)
- Rafał Pazio (publicysta)
- Radosław Pyffel (publicysta zajmujący się sprawami Chin i Dalekiego Wschodu)
- Iweta Rajlich – kącik szachowy „Czarny Koń”
- Tomasz Sommer (redaktor naczelny i współwydawca)
- Tomasz Teluk (publicysta)
- Adam Wielomski – rubryka monarchistyczna „Pro Fide, Rege et Lege”
- Kataw Zar (właśc. Edward Etler) – korespondent z Izraela
- Marek Jan Chodakiewicz (felietonista, korespondent z Waszyngtonu)
- Tomasz Cukiernik (publicysta)
- Leszek Szymowski (publicysta, niezależny dziennikarz śledczy, na łamach pisma publikuje artykuły o kulisach ważnych wydarzeń politycznych i wpływach służb specjalnych)
- Paweł Łepkowski (publicysta, tematyka amerykańska)

### Dawniej
- Miłosz Marczuk (zastępca redaktora naczelnego)
- Zyta Gilowska (felietonistka)
- Rafał A. Ziemkiewicz (felietonista)
- Paweł Zarzeczny (felietonista)
- Jan Fijor (publicysta)
- Roman Giertych (publicysta)
- Dariusz Hybel (publicysta, cykl: W Pyrlandii)
- Waldemar Łysiak (felietonista)
- Jacek Bartyzel (felietonista)
- Janusz Szpotański (felietonista)
- Krzysztof Dzierżawski (felietonista)
- Marek Arpad Kowalski (felietonista)